# Jan Jastram

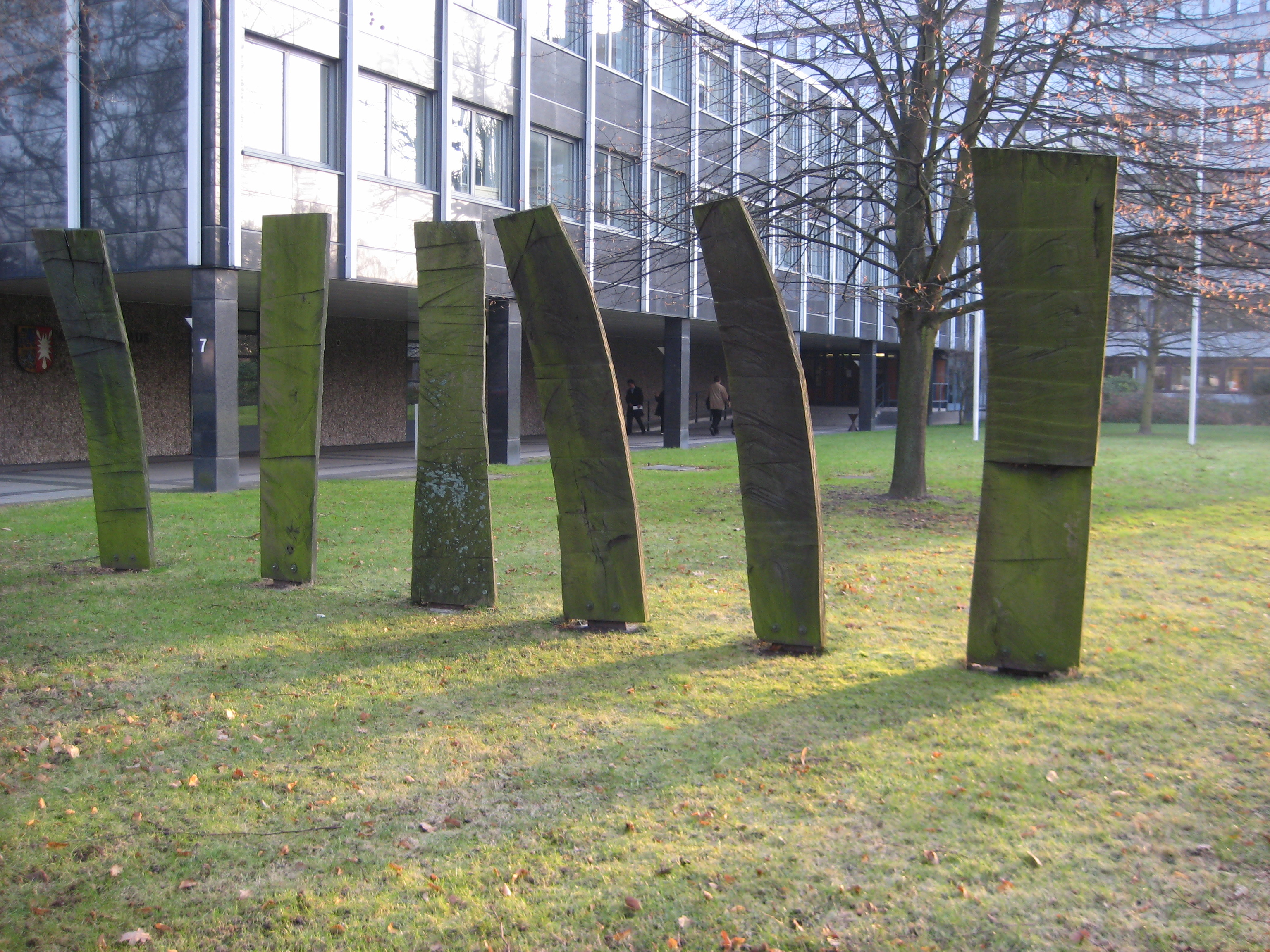
Offene Stelen von Jan Jastram als Leihgabe der Possehl-Stiftung vor dem Gerichtshaus in Lübeck

Jan Jastram (* 18. Oktober 1958 in Rostock) ist ein deutscher Bildhauer.

## Leben
Jastram wurde 1958 als Sohn der Graphikerin Inge Jastram und des Bildhauers Jo Jastram geboren. Seine Schwester ist die Bildhauerin Susanne Rast. Jan Jastram studierte nach dem Abitur Architektur in Dresden, arbeitete nach dem Abbruch des Studiums zunächst als Former in der Werkstatt seines Vaters und lernte sodann Tischler und Drechsler. 1984 nahm er ein Studium als Holzbildhauer an der Fachschule für Angewandte Kunst in Schneeberg bei Hans Brockhage auf. Ab 1987 war er als freischaffender Bildhauer, zunächst in Ahrenshoop, später in Schwerin und ist heute in Stralsund tätig. Er stellt seine Objekte aus Holz zumeist von freier Hand mit der Motorsäge her.
Einige seiner Werke befinden sich im Besitz des Staatlichen Museums Schwerin und der Kunsthalle Rostock. Im öffentlichen Raum ist sein Ensemble Offene Stelen vor dem Landgericht Lübeck, seine Holzskulptur Der König auf dem Kunst-Kilometer in Neustadt in Holstein und seine Bronzeskulptur Familie vor der Landeszentralbank Neubrandenburg zu sehen. 
Jastram hat eine Tochter, Line Jastram, die Metallbildhauerin, Schmuckgestalterin und Vorstandsmitglied im Berufsverband Bildender Künstler Sachsen-Anhalt ist.

## Auszeichnungen
Jan Jastram erhielt 1997 den Caspar-David-Friedrich-Förderpreis des Landes Mecklenburg-Vorpommern und 1998 den Karlheinz-Goedtke-Gedächtnispreis des Herzogtums Lauenburg.